# Right Thurr
"Right Thurr" é uma canção do rapper Chingy, lançada como primeiro single de seu álbum de estreia, Jackpot. Foi lançada em 10 de maio de 2003 e é o maior êxito de Chingy.
A música recebeu críticas positivas de críticos, que elogiaram a produção e a entrega viciante de Chingy. "Right Thurr" foi impedido de ser o número um do gráfico Billboard Hot 100 por conta de "Crazy in Love", deBeyoncé, ficando em segundo lugar naquele gráfico por quatro semanas consecutivas, tendo sido o primeiro dos três êxitos de Chingy no top 10 da Hot 100. A canção permaneceu na tabela musical por trinta e três semanas. "Right Thurr" foi também distinguido com o prêmio de Single do Ano na edição de 2004 do Source Awards.

## Performances
Chingy fez sua estreia na televisão executando a canção "Right Thurr" no The Tonight Show com Jay Leno em 17 de julho de 2003.

## Remix
A versão remix contém participação dos rappers Jermaine Dupri e Trina. O remix foi feito incluído como faixa extra em Jackpot. Esta versão ganhou o prêmio de Remix do Ano no Source Awards de 2004 No videoclipe, os três artistas estão em um pano de fundo branco, dançando junto com pessoas ao seu redor. 

## Faixas

### Europa 12" Promo
1. "Right Thurr" (Radio Version) – 3:36
2. "Right Thurr" (Instrumental) – 3:39
3. "Right Thurr" (Remix) (featuring Jermaine Dupri and Trina) – 3:39

Europe CD
1. "Right Thurr" (Radio Edit) – 3:36
2. "Mobb wit Me" – 3:46
3. "Right Thurr" (Remix) – 3:39
4. "Right Thurr" (Video) – 3:59

UK CD
1. "Right Thurr" – 3:36
2. "Mobb wit Me" – 3:46

US CD Promo
1. "Right Thurr" (Radio Version) – 3:36
2. "Right Thurr" (Instrumental) – 3:38

## Uso na mídia
- Uma versão modificada da música foi feita por Chingy para a trilha sonora do videogame NBA Live 2004.
- Foi apresentado nos filmes How to Deal (2003), Agent Cody Banks 2: Destination London (2004) e Robots (2005).
- Foi usado na cena de abertura de um episódio do seriado britânico Skins.

## Desempenho
| \| Tabelas musicais (2004) \| Melhor posição \| \| --------------------------------------- \| -------------- \| \| Austrália (ARIA Charts) \| 6 \| \| Canadá (Nielsen SoundScan) \| 11 \| \| Dinamarca (Tracklisten) \| 12 \| \| Nova Zelândia (Recorded Music NZ) \| 1 \| \| Suíça (Schweizer Hitparade) \| 29 \| \| UK Singles (Official Charts Company) \| 17 \| \| EUA (Billboard Hot 100) \| 2 \| \| EUA (Hot R&B/Hip-Hop Songs (Billboard)) \| 2 \| \| EUA (Hot Rap Songs (Billboard)) \| 1 \| \| EUA (Mainstream Top 40 (Billboard)) \| 5 \| |                |
| Tabelas musicais (2004) | Melhor posição |
| Austrália (ARIA Charts) | 6              |
| Canadá (Nielsen SoundScan) | 11             |
| Dinamarca (Tracklisten) | 12             |
| Nova Zelândia (Recorded Music NZ) | 1              |
| Suíça (Schweizer Hitparade) | 29             |
| UK Singles (Official Charts Company) | 17             |
| EUA (Billboard Hot 100) | 2              |
| EUA (Hot R&B/Hip-Hop Songs (Billboard)) | 2              |
| EUA (Hot Rap Songs (Billboard)) | 1              |
| EUA (Mainstream Top 40 (Billboard)) | 5              |

### Tabelas de fim de década
| Tabela musical (2000–2009) | Posição |
| -------------------------- | ------- |
| EUA (Billboard Hot 100)    | 72      |